# Ebbe Hamerik
Ebbe Hamerik (ur. 5 września 1898 w Kopenhadze, zm. 11 sierpnia 1951 w cieśninie Kattegat) – duński kompozytor i dyrygent.

## Życiorys
Syn kompozytora Asgera Hamerika. Uczył się kompozycji u ojca oraz dyrygentury u Franka van der Stuckena. W latach 1919–1922 był drugim dyrygentem Det Kongelige Teater w Kopenhadze, następnie dyrygował Musikforeningen (1927–1931) i orkiestrą radiową Unge Tonekunstneres Orkester (1931–1939). Po 1940 roku skupił się na pracy kompozytorskiej. Pasjonował się żeglarstwem, utonął podczas sztormu w trakcie samotnego rejsu w cieśninie Kattegat.

## Twórczość
Kompozycje Hamerika mają charakter polifoniczny i politonalny, kompozytor stosował technikę wariacyjną od form ostinatowych po improwizacje w stylu jazzowym. Największe znaczenie ma jako twórca oper, które w swojej dojrzałej formie osiągnęły postać politonalnych dramatów muzycznych, w których orkiestra stanowi rytmiczny akompaniament dla głosów mówionych i pełni rolę ilustracyjną w preludiach i interludiach. Pierwsze z nich, uznane w Danii za zbyt trudne, miały swoją premierę za granicą. Symfonie Hamerika są monotematyczne, oparte na cantus firmus, złożone z szeregu krótkich części.
Rękopisy utworów Hamerika znajdują się w zbiorach Biblioteki Królewskiej w Kopenhadze.

## Wybrane kompozycje
(na podstawie materiałów źródłowych)

### Opery
- Stepan (wyst. Moguncja 1924)
- Leonardo da Vinci (wyst. Antwerpia 1939)
- Marie Grubbe (wyst. Kopenhaga 1940)
- Rejsekammeraten (wyst. Kopenhaga 1946)
- Drømmerne (wyst. Århus 1974)

### Utwory orkiestrowe
- 5 symfonii (I 1937, II 1947, III 1947–1948, IV 1949, V 1949)
- Soranersuite (1932)
- Quasi passacaglia e fuga na orkiestrę smyczkową (1932)
- Wariacje orkiestrowe na temat starego motywu duńskiego (1933, zrewid. 1948)
- Sinfonie-ouverture (1933)
- Koncert na obój i orkiestrę (1950)

### Utwory kameralne
- 2 kwartety smyczkowe (I 1917, II 1917)
- Kwintet smyczkowy (1932)
- Kwintet na instrumenty dęte (1942)
- Trio na skrzypce, altówkę i wiolonczelę (1943)

### Balety
- Dionysia (wyst. Antwerpia 1927)